# Faetón (carruaje)

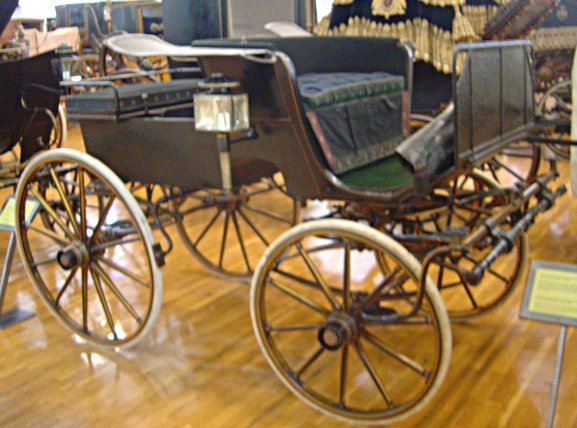
Faetón.

El faetón es un carruaje de cuatro ruedas que se puede cubrir a voluntad con capota. Lleva asiento circular en la delantera y caja para otro asiento posterior. Para entrar en él hay que pasar por encima de una rueda sirviendo de estribo el cubo de esta. Otras veces, se colocan estribos reduciendo el diámetro de las ruedas. También lleva asiento posterior para los sirvientes con estribos entre las ruedas y la caja. 

## Tipos de faetón
- Faetón de flecha. El que se monta en flecha a doce resortes. En tal caso es de gran lujo pudiendo suprimirse la capota poniendo asientos de balaustres.
- Faetón de puertas. Más grande que el anterior, lleva entre las ruedas puertas y estribos de acceso.
- Faetón-vagoneta. Modelo que lleva en la parte posterior dos asientos laterales con puerta y estribo en la trasera como el break. Los asientos son móviles y pueden sustituirse por uno de faetón convencional.
- Faetón americano. Es un faetón con puertas y doble capota que cubre a los dos asientos de modo que trasladando los soportes delanteros al lado de los posteriores, se pliega como una capota ordinaria.
- Faetón ligero. Modelo cuyo asiento posterior va montado sobre una palomillas o soportes en cuarto de círculo que se apoyan en el juego trasero. Puede tener o no capota.
- Faetón de señora. Es un duque con asiento de faetón: asiento posterior para el lacayo.